# Имени Максима Горького (Хабаровский край)
И́мени Макси́ма Го́рького — село в Ульчском районе Хабаровского края. Входит в состав Киселёвского сельского поселения.

## География
Село расположено на правом берегу Амура.

## Население
| 2002 | 2010 | 2011 | 2012 | 2021 |
| ---- | ---- | ---- | ---- | ---- |
| 30   | ↘4   | →4   | →4   | ↘3   |

## Улицы
В селе имеется одна улица: Амурская. 